# 桃山丘陵

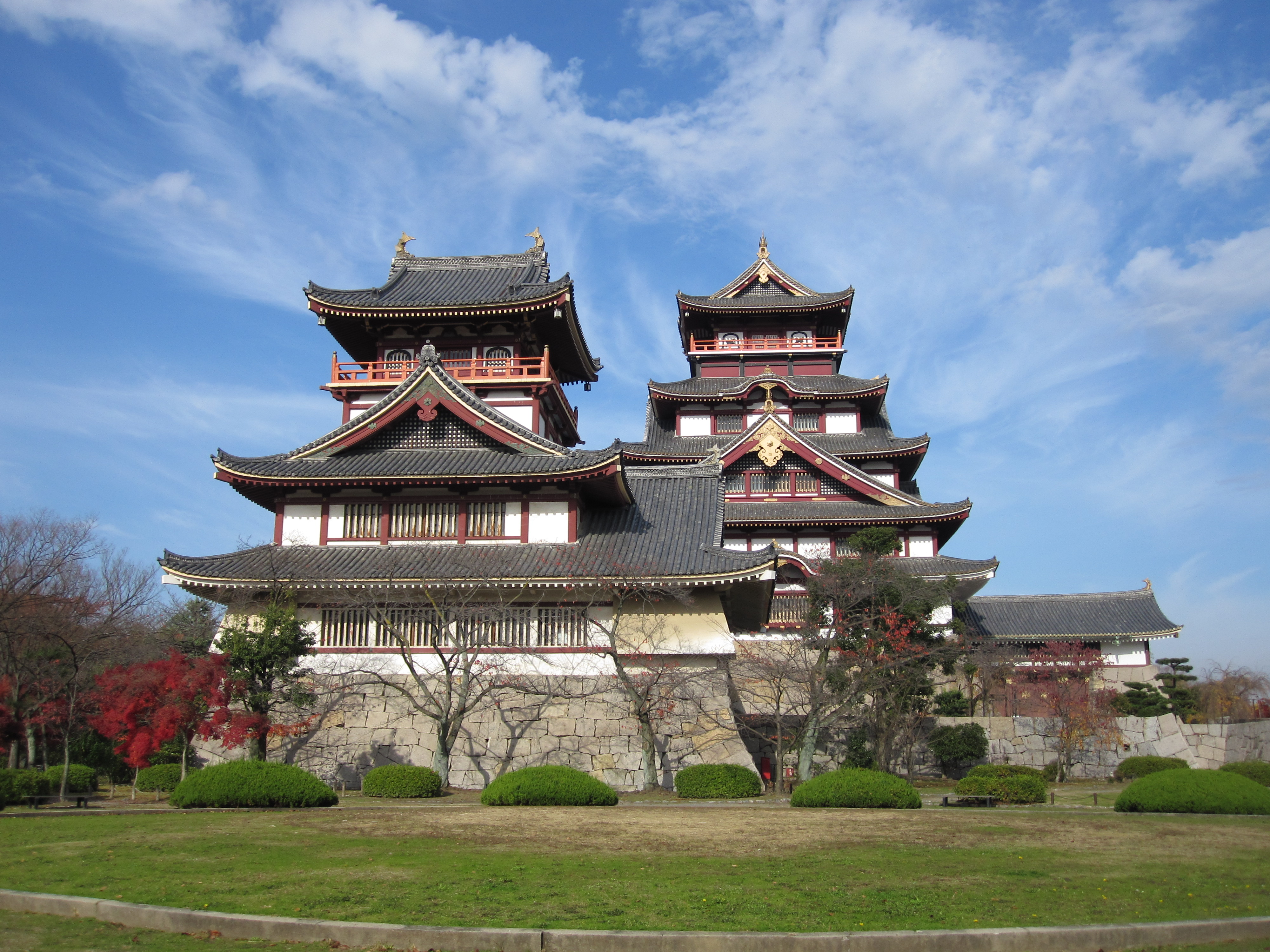
伏見桃山城運動公園にある模擬天守

桃山丘陵（ももやまきゅうりょう）は、京都市伏見区の中央、宇治川の北側に位置する標高約100mの丘陵地。

## 概要

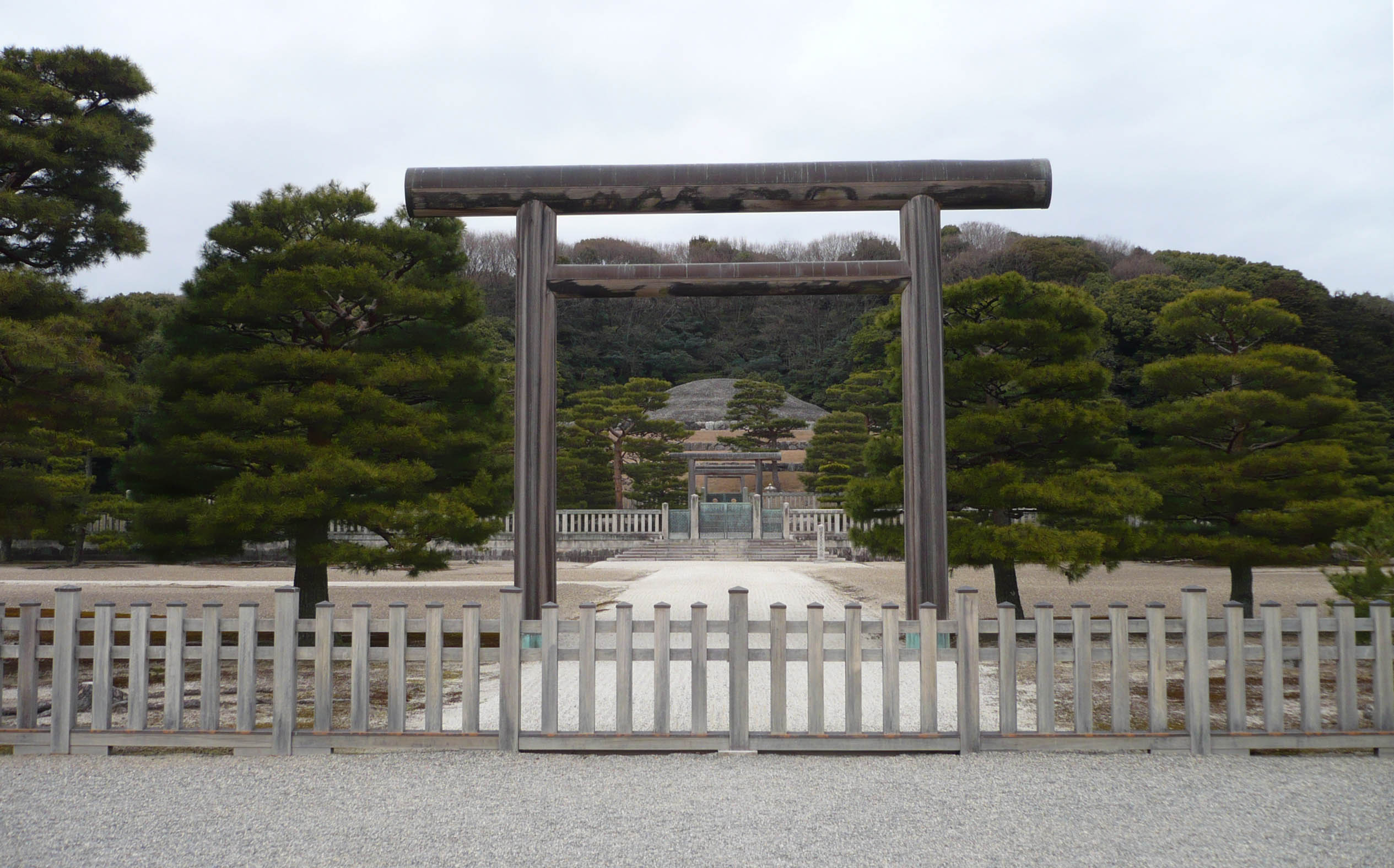
伏見桃山陵

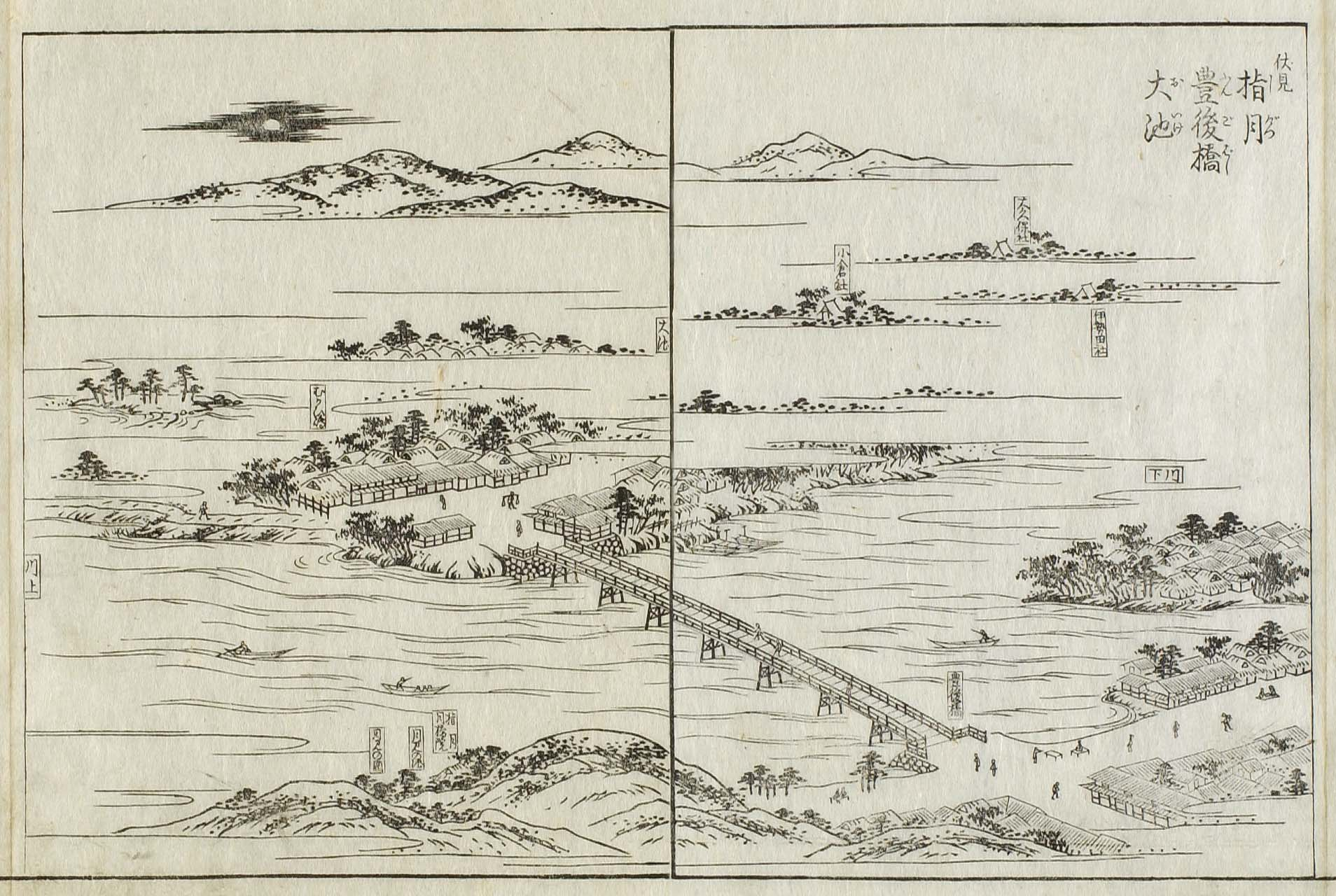
指月と豊後橋と巨椋池『都名所図会』（1780年）

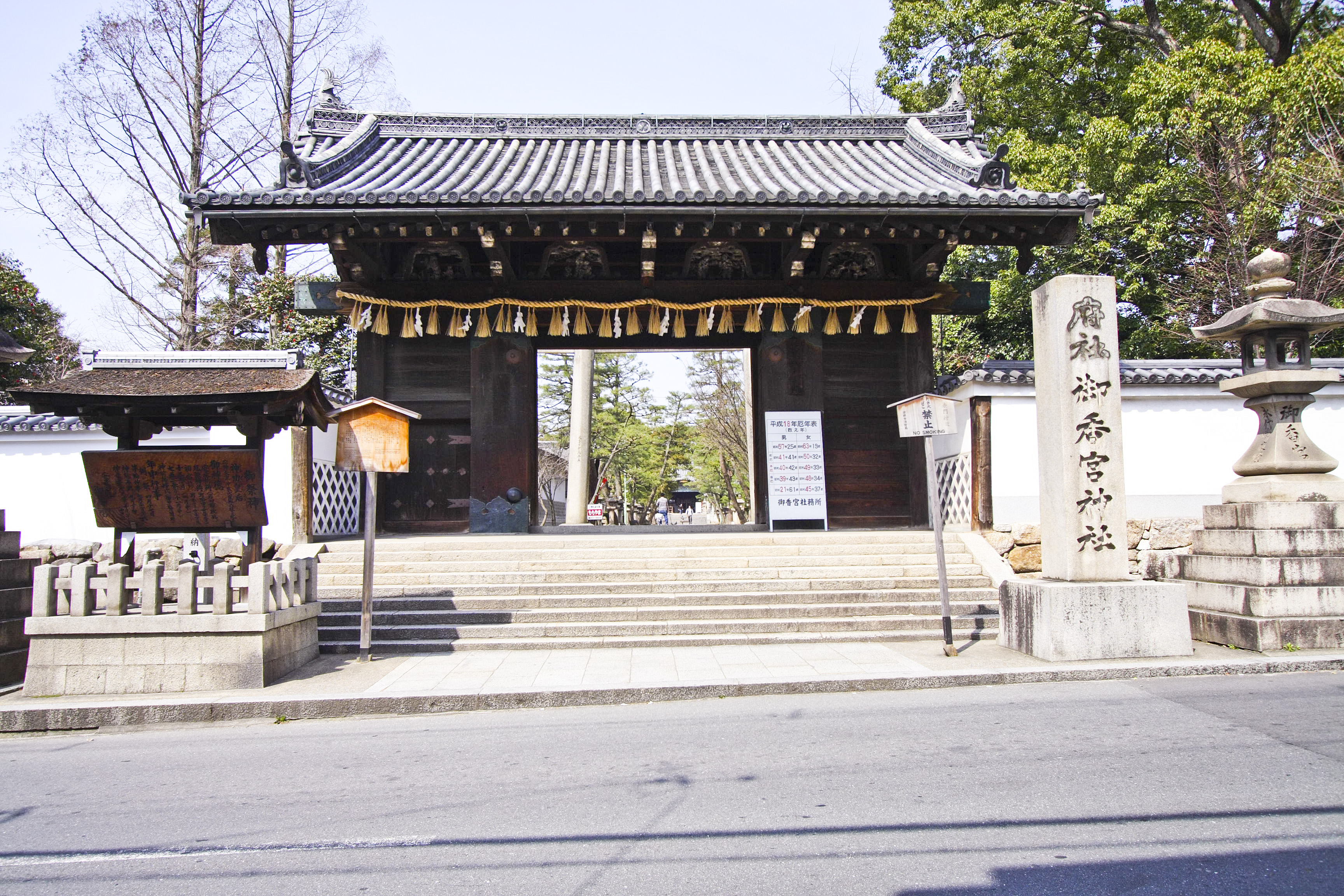
旧伏見城大手門（御香宮神社表門）

京都市伏見区の桃山地区は、かつては伏見城を中心として多くの大名屋敷が集まり一大政治都市として発展した地区であり、現在も域内の町名にその名残をとどめている。慶長3年8月18日（1598年9月18日）に豊臣秀吉が生涯を閉じたのも、慶長8年（1603年）、徳川家康が将軍宣下を受けたのも、この桃山にあった伏見城においてである。
桃山丘陵は桃山地区の北半分を占め、東山から深草丘陵を経た連なりの最南端に位置する。古代、木幡と呼ばれた地域の北端であり、伏見城築城前までは木幡山と呼ばれ、山頂には桓武天皇の陵があったともいわれる。廃城ののち元禄時代ごろまでに桃の木が植えられ、安永9年『伏見鑑』が発行された頃から「桃山」と呼ばれるようになり、織田・豊臣政権期の時代区分「安土桃山時代」や、その時代に花開いた「桃山文化」などの呼称の元となった。現在は、伏見桃山陵や柏原陵のある桃山陵墓地、乃木神社や伏見桃山城運動公園などがあるほかは閑静な住宅街で学校も多く立地し、緑豊かな探鳥地としても知られる。
丘陵の南麓の桃山町泰長老の光明、崇光両天皇陵の周辺はかつて指月と呼ばれ、南に巨椋池を一望する風光明媚な地で平安時代より観月の名所として知られていた。「指月」は、空の月、川の月、池の月、盃の月の「4つの月」の意味とされ、橘俊綱が伏見山荘を、後白河上皇が伏見殿を造営する。のちにこの伏見殿御領にて伏見宮家が創設され、秀吉も最初ここに隠居屋敷を築いた。隠居用の屋敷が秀吉の本城（指月伏見城）へと意図を変えると、秀吉は大規模な治水工事で宇治川の流路を巨椋池と分離して城下に導き外濠とする。さらに、従来は深草の墨染から丘陵の北側の八科峠を六地蔵へと迂回し宇治橋を経由していた奈良街道を真っ直ぐ宇治川まで南進させ、対岸の向島との間に豊後橋を掛け、治水工事で築いた太閤堤の上に付け替える。この豊後橋は鳥羽・伏見の戦いで焼け落ちるが、明治6年（1873年）に再建されて観月橋と改名、これが現在も伏見から奈良へと向かう国道24号のルートとなっている。
慶長伏見地震で指月伏見城が倒壊すると丘陵の頂に木幡山伏見城が建て直され、一帯に大名屋敷が整備されるなど秀吉の伏見城築城が本格化するにともない、丘陵の西麓の城下町伏見は城から西へ伸びる大手筋を東西軸として碁盤の目に街路が整備される。大手筋に面して建つ御香宮神社の表門は、かつての伏見城大手門とされている。伏見はかつて「伏水」とも書かれていたほどに、質の高い伏流水が豊富な地で、桃山丘陵をくぐった水脈が、山麓近くで湧き水となってあらわれることから、日本を代表する酒どころとなった。御香宮の境内に湧く「御香水」は名水百選に選定されている。
明治初年には丘陵の大半が皇室御料地となっていたが、大正初年には伏見城の本丸跡に明治天皇の陵が造営される。奉葬にあわせ最寄りの桃山駅には貴賓室が設けられるなど拡張整備され、戦前には修学旅行のコースにも組み込まれるなど参拝客が多く、周辺は高級住宅地としても人気があった。1964年には伏見桃山城キャッスルランドという遊園地が開園。その後遊園地は閉園し跡地は伏見桃山城運動公園となるが、 林原美術館所蔵の洛中洛外図の伏見城を参考に鉄筋コンクリート構造で復元された「桃山城」模擬天守は現在も残っている。

## 交通アクセス
- JR西日本・奈良線 - 桃山駅
- 京阪電気鉄道・宇治線 - 桃山南口駅・観月橋駅
- 京阪電気鉄道・京阪本線 - 丹波橋駅・伏見桃山駅
- 近畿日本鉄道・京都線 - 近鉄丹波橋駅・桃山御陵前駅